# KS Lechia Gdańsk
A Lechia Gdańsk egy labdarúgócsapat Gdańskban, Lengyelországban. A csapatot 1945-ben alapították, színei: zöld és fehér.

## Története
A klubot 1945-ben alapították BOP Baltia Gdańsk néven, majd 1946-ban átnevezték és a ma is használatos Lechia nevet kapta. A lengyel labdarúgó-bajnokságban 1949. március 20-án debütáltak egy Cracovia elleni mérkőzésen, amelyet 5–1 arányban elveszítettek. Az első győzelmükre mindössze csak egy hetet kellett várni, ekkor a Ruch Chorzów gárdáját győzték le 5–3-ra.
A bajnokság végén a Lechia kiesett és a másodosztályban kellett folytatnia. A klub nevét újból megváltoztatták, ezúttal Budowlani Gdańsk néven szerepeltek. Az 1956-os szezonban a 3. helyet szerezték meg, ami mindmáig a klub történetének legjobb eredménye a lengyel labdarúgó-bajnokságban.
Az 1962–1963-as idény után ismét kiestek, majd 1967-ben a másodosztályból is búcsúzni kényszerültek. 1972-ben sikerült újra feljebb lépniük és 10 éven keresztül voltak tagjai a másodosztály mezőnyének. 1983-ban a klub történetének legnagyobb sikerét érték el azzal, hogy először megnyerték a lengyel labdarúgókupát, ahol a döntőben a Piast Gliwice ellen győztek 2–1 arányban, majd a lengyel szuperkupát is. Kupagyőzelmüknek köszönhetően indulhattak az 1983–1984-es KEK sorozatában, ahol a Juventussal kerültek szembe és 10–2-es összesítésben alulmaradtak. 1984-ben, 21 év után sikerült ismét az első osztályba feljutniuk. Az ezt követő időszakban szintén a korábbi liftező tendencia volt jellemző a csapatra.
A 2007-08-as szezonban megnyerték a másodosztályú bajnokságot és azóta az élvonalban szerepelnek. 2019-ben hosszú idő után újra megnyerték a lengyel labdarúgókupát.

## Stadion

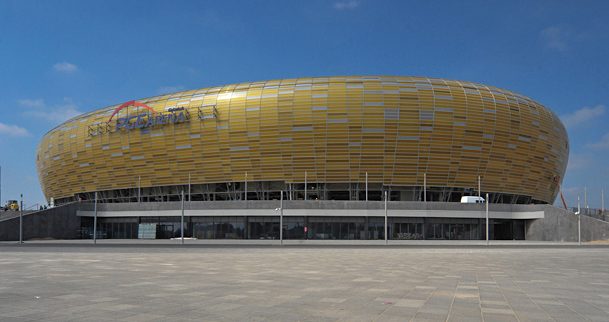
Stadion Energa Gdańsk

Hazai meccseit a Stadion Energa Gdańskban játssza.

## Sikerek
Ekstraklasa
- Bronzérmes (2): 1956, 2018–19

Lengyel kupa
- Győztes (2): 1982–83, 2018–19
- Döntős (2):  1955, 2019–20

Lengyel Szuperkupa
- Győztes (2): 1983, 2019

| Szezon  | Kiírás                      | Forduló  |     | Ellenfél | Eredmény |
| ------- | --------------------------- | -------- | --- | -------- | -------- |
| 1983/84 | Kupagyőztesek Európa-kupája | Első kör | ITA | Juventus | 0–7, 2–3 |

### A klub elnevezései
- 1945: Baltia Gdańsk
- 1946: Klub Sportowy Lechia Gdańsk
- 1950: Budowlani Gdańsk

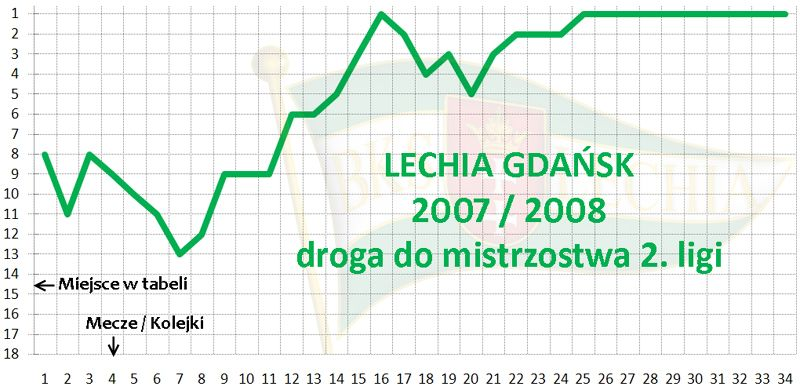
A 2007–08-as szezonban való szereplés fordulóról-fordulóra.

- 1955: Budowlany Klub Sportowy Lechia Gdańsk
- 1992: FC Lechia (S.A.)
- 1995: Lechia/Olimpia Gdańsk
- 1996: Klub Sportowy Lechia Gdańsk
- 1998: Lechia/Polonia Gdańsk
- 2001: Ośrodek Szkolenia Piłkarskiego Lechia Gdańsk
- 2009: Lechia Gdańsk (S.A.)

## Játékoskeret
2023. július 24. szerint.
| #  |     | Poszt | Név                                            |
| -- | --- | ----- | ---------------------------------------------- |
| 6  | POL | KP    | Jan Biegański                                  |
| 8  | NED | KP    | Joeri de Kamps                                 |
| 8  | BIH | KP    | Rifet Kapić (kölcsönben a Valmiera csapatától) |
| 9  | POL | CS    | Łukasz Zjawiński                               |
| 10 | ESP | KP    | Luis Fernández                                 |
| 11 | POL | CS    | Dominik Piła                                   |
| 12 | SVK | K     | Dušan Kuciak                                   |
| 17 | POL | V     | Louis Poznanski                                |
| 19 | MLI | CS    | Bassekou Diabaté                               |
| 20 | BRA | V     | Conrado                                        |
| 22 | POL | K     | Bartlomiej Kaldunski                           |
| 23 | POL | V     | Milosz Kalahur                                 |

| #  |     | Poszt | Név                |
| -- | --- | ----- | ------------------ |
| 26 | POL | V     | Bartosz Brzęk      |
| 29 | AUT | V     | David Stec         |
| 30 | POL | KP    | Miłosz Szczepański |
| 42 | POL | KP    | Adam Kardas        |
| 43 | POL | KP    | Mateusz Rzeznik    |
| 45 | POL | V     | Marcel Bajko       |
| 72 | POL | V     | Filip Koperski     |
| 77 | POL | V     | Tomasz Neugebauer  |
| 77 | POL | CS    | Bartosz Borkowski  |
| 79 | POL | CS    | Kacper Sezonienko  |
| 83 | POL | K     | Antoni Mikułko     |
| —  | POL | V     | Bartosz Brylowski  |